# Les Yeux jaunes des crocodiles
Pour plus de détails, voir Fiche technique et Distribution.
Les Yeux jaunes des crocodiles est une comédie dramatique française réalisée par Cécile Telerman d'après le roman éponyme de Katherine Pancol publié en 2006, sortie en 2014.

## Synopsis
Joséphine et Iris sont deux sœurs dans la quarantaine. Joséphine, dite « Jo », chercheuse au CNRS, historienne spécialiste d'histoire médiévale, méprisée par sa mère qui n'a jamais mis sa confiance en elle, est une femme introvertie sans relations sociales qui se consacre surtout à ses recherches. Son mari au chômage finit par la quitter pour sa maîtresse, mais il n'a aucun scrupule à lui laisser des dettes. Elle élève péniblement ses deux filles, dont l'aînée, Hortense, la traite de manière dépréciative et odieuse, la considérant comme une ratée et idéalisant son père, dont elle ignore les agissements.  
Iris, la sœur de Joséphine, belle bourgeoise blonde parisienne, favorite de sa mère, est une femme d'avocat oisive, frivole et exubérante, mariée à un homme riche qu'elle n'a jamais aimé pour lui-même mais uniquement pour le confort de vie qu'il lui apporte. Afin de se donner une importance qu'elle n'a pas, Iris annonce lors d'un dîner qu'elle écrit un roman sur l'histoire d'une femme au Moyen Âge, mensonge inspiré par la thèse de sa sœur. Mais elle se trouve bientôt dans une impasse quand un éditeur s'intéresse à ses supposés travaux littéraires. C'est alors qu'elle va supplier sa sœur Joséphine d'écrire le roman pour elle, lui promettant de lui laisser tout l'argent des ventes pour sortir de ses dettes, en échange du prestige d'avoir écrit l'œuvre. Joséphine accepte à contrecœur. Le roman, à sa sortie, est encensé par la presse, connaît un succès prodigieux auprès du public et devient un best-seller en quelques mois. Les relations entre les deux sœurs se compliquent et l'imposture commence à devenir visible dans la famille. Sur fond d'instabilité conjugale à tous les niveaux générationnels, les destins de ces femmes, faits de déchirements, de mépris mutuels et de jalousies, vont entrer en mutation jusqu'à trouver un équilibre naturel. Mais Iris sera-t-elle démasquée ?

## Fiche technique
- Titre original : Les Yeux jaunes des crocodiles
- Réalisation : Cécile Telerman
- Scénario : Charlotte de Champfleury et Cécile Telerman, d'après le roman de Katherine Pancol
- Décors : André Fonsny
- Costumes : Carine Sarfati
- Photographie : Pascal Ridao et Colin Houben
- Son : Jean Minondo
- Casting : Pascale Béraud
- Montage : Marie Castro
- Musique : Fredéric Aliotti
- Producteurs : Manuel Munz
- Sociétés de production : Les Films Manuel Munz ; Wild Bunch, Vertigo Films, Canal+, Ciné+, TMC, Palatine Etoile 11, région Île-de-France et TF1 Films Production
- Soutien à la production : Instituto de la Cinematografía y de las Artes Audiovisuales (es)
- Sociétés de distribution : Wild Bunch Distribution (France), Film1 (en) (Pays-Bas), Frenetic Films (de) (Suisse) et Vertigo Films (Espagne)
- Pays d'origine :  France,  Espagne
- Langue originale : français
- Format : couleur - 1.85 : 1 - 35 mm
- Genre : comédie dramatique
- Durée : 122 minutes
- Dates de sortie :
  - Belgique, France : 9 avril 2014
  - Suisse romande : 10 avril 2014
  - Espagne : 9 mai 2014

## Distribution
- Julie Depardieu : Joséphine Cortès, l'historienne du Moyen Âge
- Emmanuelle Béart : Iris Dupin, la fausse romancière
- Patrick Bruel : Philippe Dupin, l'avocat
- Édith Scob : Henriette Grobz, la mère de Joséphine et Iris
- Jacques Weber : Marcel Grobz, le mari d'Henriette et le beau-père d'Iris et Joséphine
- Alice Isaaz : Hortense Cortès, la fille aînée de Joséphine
- Karole Rocher : Josiane Lambert, la secrétaire et maîtresse de Marcel Grobz
- Samuel Le Bihan : Antoine Cortès, le mari de Joséphine
- Radu Mihaileanu : Gabor Minar, célèbre réalisateur new-yorkais et premier amour d'Iris
- Mathieu Spinosi : Gary
- Quim Gutiérrez : Luca Giampaoli, l'étudiant de la bibliothèque
- Sidwell Weber : Iris, enfant
- Fanie Zanini : Joséphine, enfant
- Alban Casterman : Lucien Plissonnier, père d'Iris et Joséphine
- Nancy Tate : Shirley, l'amie anglaise de Joséphine
- Ariel Wizman : Gaston Serrurier, l'éditeur d'Iris
- Nathalie Besançon : Bérangère, une amie d'Iris
- Clémentine Poidatz : Caroline Vibert
- Alysson Paradis : Mylène
- Jana Bittnerová : Irina, la nounou d'Iris
- Michel Denisot : Lui-même
- Daphné Bürki : Elle-même
- Augustin Trapenard : Lui-même
- Gilles Bouleau : Lui-même
- Bruno Debrandt : Bruno Chaval
- Apollonia Luisetti : Zoé Cortès, la fille cadette de Joséphine
- Lucien Belvès : Alexandre, le fils d'Iris et Philippe
- Delphine Hecquet : Henriette à 30 ans
- Rebecca Munz : Jeune fille sur la plage
- Roman Londner : Jeune homme sur la plage
- Wayne Lee Fong : Mister Wei
- Deila Vogur : Amie du jumeau de Luca
- Ariane Séguillon : Agnès
- Claudine Regnier : Secrétaire de Gaston Serrurier
- Jean-Marc Layer : Faugeron
- Alexandra Gentil : Iris étudiante
- Gary Mihaileanu : Gabor Minar, étudiant
- Virginie Kotlinski : Dame autobus
- Léa Raud : Étudiante université
- Delphine Rollin : Attachée de presse
- Cécile Telerman : Madame Gabor Minar
- Frederic Malahieude : Photographe
- Agathe Bokja Lester : Maquilleuse Grand Hôtel
- Marie Cartier : Coiffeuse Grand Hôtel
- Sandrine Olivier : Rédactrice Gala

## Box-office

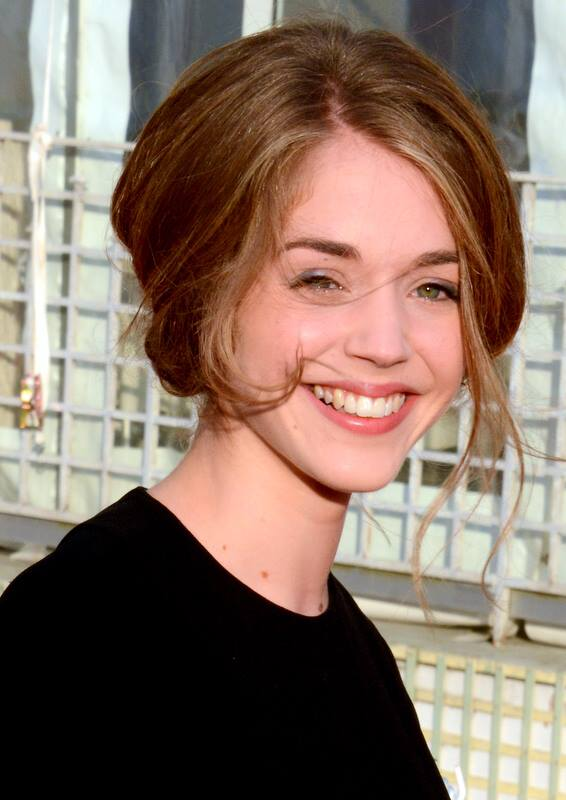
La jeune Alice Isaaz récompensée au Festival de Cabourg 2014.

Les données ci-dessous proviennent de l'European Audiovisual Observatory. Exploitation mondiale : 789 209 entrées.  
| Pays       | Distributeur            | Date de sortie   | Box-office |
| ---------- | ----------------------- | ---------------- | ---------- |
| Belgique   | A-Film                  | 9 avril 2014     | 31 318     |
| Russie     | Russian Report          | 26 juin 2014     | 8 080      |
| France     | Wild Bunch Distribution | 9 avril 2014     | 630 269    |
| Suisse     | Frenetic Films (de)     | 9 avril 2014     | 17 645     |
| Espagne    | Vertigo Films           | 9 mai 2014       | 68 247     |
| Finlande   | Cinemanse               | 28 novembre 2014 | 3 097      |
| Luxembourg | A-Film Belgie           | 9 avril 2014     | 1 533      |

## Distinctions
- 2014 : Swann d’Or de la révélation féminine au Festival du film de Cabourg pour Alice Isaaz